# 門羅城 (印地安納州)
門羅城（英語：Monroe City）是一個位於美國印地安納州諾克斯縣的城鎮。

## 人口
根據2010年美國人口普查的數據，門羅城的面積為0.70平方千米，當中陸地面積為0.70平方千米，而水域面積為0.00平方千米。當地共有人口545人，而人口密度為每平方千米779人。